# جزیره بوین (کوئینزلند)
جزیره بوین (کوئینزلند) (به انگلیسی: Boyne Island, Queensland) یک منطقهٔ مسکونی در استرالیا است که در کوئینزلند واقع شده‌است.